# Погребов, Виктор Андреевич
Виктор Андреевич Погребов — временно исполняющий должность начальника штаба 1-й Конной армии. Старший брат советского генерала Б. А. Погребова.

## Биография
Из купеческой семьи, потомок полковника, командира 2-й бригады Новгородского народного ополчения.
Служил в штабе 10-й армии оборонявшей Царицын. 7 мая 1919 получил назначение на пост начальника штаба 4-й кавалерийской дивизии, которой тогда командовал С. М. Буденный. Начальник штаба Конного корпуса Будённого с 26 июня по 30 октября 1919, затем начальник штаба 1-го конного корпуса (Донского корпуса) Южного фронта с 30 октября по 17 ноября 1919. Затем назначается временно исполняющим обязанности начальника штаба 1-й Конармии, находясь в должности с 17 ноября 1919 по 1 января 1920. 
1 января 1920 года за систематическое пьянство командарм Буденный отсранил Погребова от должности. Военспец был предан суду Реввоентрибунала республики. Погребова лишили свободы на три месяца с последующей отправкой в штрафную часть на полгода и лишением права занимать командные и административно-хозяйственые посты. 1 мая 1920 года Погребов был амнистирован с смягчением срока на 1 год условно.

## Память
Улица братьев Погребовых в городе Старая Русса.